# Ніс (син Гіртака)

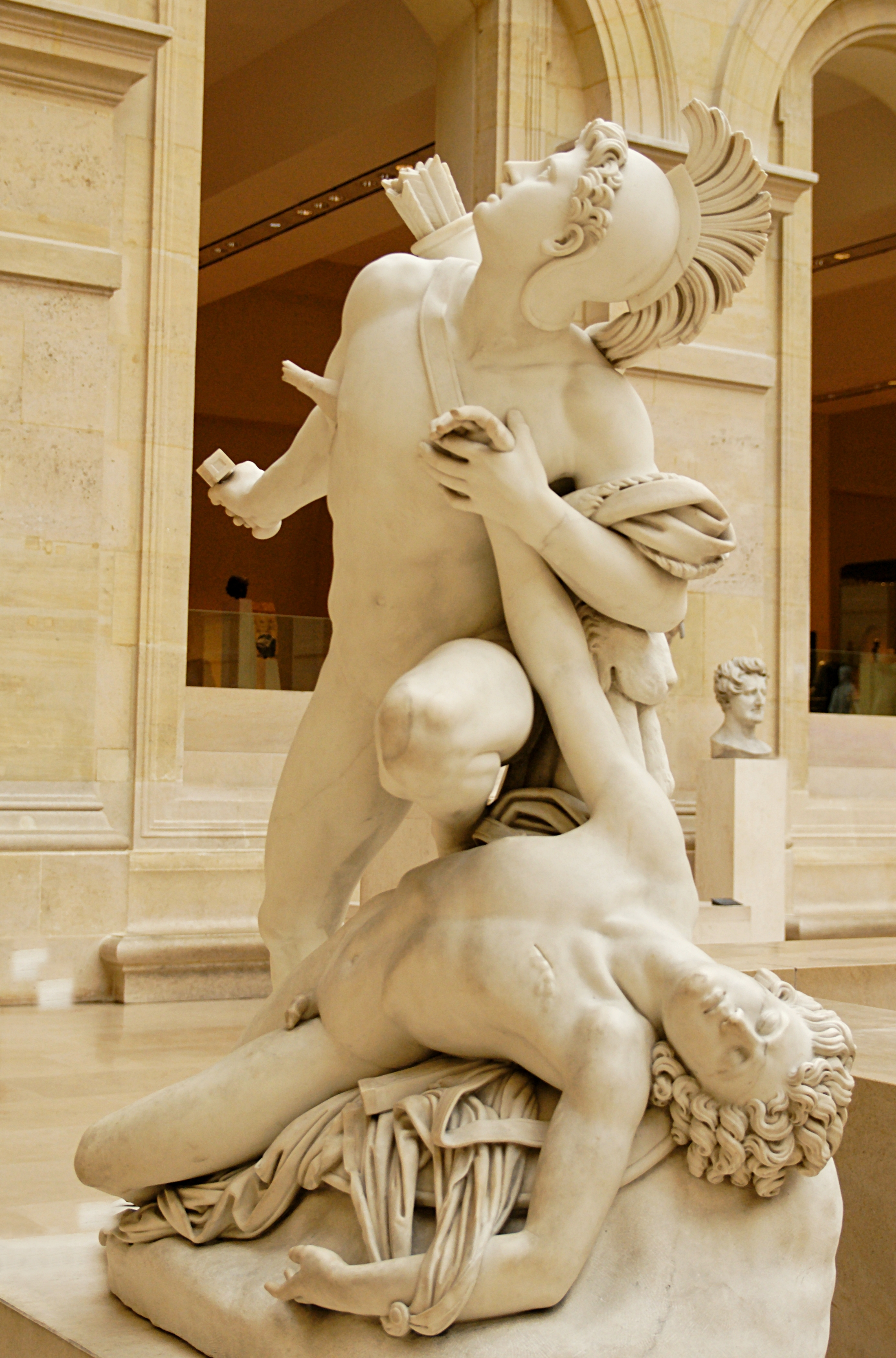
Ніс і Евріал, Лувр

Ніс (грец. Νίσος) — супутник Енея, друг Евріала, разом з яким загинув у нічній сутичці з рутулами. Батько Амфінома.